# Wrzawy (województwo podkarpackie)
Wrzawy – wieś w Polsce, położona w województwie podkarpackim, w powiecie tarnobrzeskim, w gminie Gorzyce. Wieś znajduje się nieopodal ujścia Sanu do Wisły.
Wieś szlachecka  położona była w drugiej połowie XVI wieku w powiecie urzędowskim województwa lubelskiego. W latach 1975–1998 miejscowość administracyjnie należała do województwa tarnobrzeskiego. Z Wrzaw pochodzi pisarz Julian Kawalec.

## Części wsi
| SIMC    | Nazwa              | Rodzaj    |
| ------- | ------------------ | --------- |
| 0791823 | Czekaj             | część wsi |
| 0791830 | Dąbrowa Wrzawska   | część wsi |
| 0791846 | Goczałkowice       | część wsi |
| 0791869 | Kąty               | część wsi |
| 0791852 | Kawęczyn           | część wsi |
| 0791875 | Kłajpeda           | część wsi |
| 0791881 | Łapiszów           | część wsi |
| 0791906 | Pączek Wrzawski    | część wsi |
| 0791898 | Pasternik Wrzawski | część wsi |
| 0791912 | Podedwór           | część wsi |
| 0791929 | Sadowie            | część wsi |
| 0791935 | Zadole             | część wsi |

## Geografia
Pod względem geograficznym Wrzawy położone są w Kotlinie Sandomierskiej u styku trzech rzek: Wisły, Sanu i Łęgu, w powiecie tarnobrzeskim, w województwie podkarpackim. Granicę północno-wschodnią wsi stanowi San, zachodnia przebiega wzdłuż Wisły, za którą rozciągają się Góry Pieprzowe, natomiast od południa granicę stanowi szczątkowy zabytek Gór Pieprzowych zwany „Plebańską Górą”.
Nazwa wsi Wrzawy jest topograficzna. Uważa się, że nastąpiło przeniesienie nazwy wodnej na miejscowość nad nią położoną. Wrzawy – to miejsce gdzie woda wrze, kotłuje się tworząc wiry i odmęty. Początkowo nazywano ją Wreuici, później od roku 1468 do dzisiaj, Wrzawy. Jest to prawdopodobnie jedyna wieś o takiej nazwie w Polsce.

## Historia
Osada ta swym rodowodem sięga okresu wczesnośredniowiecznego. Pierwszy zapis jej dotyczący pochodzi z końca XIII w.: „W roku 1294 Thasso z Vissinburga, starosta krakowski i sandomierski, wynagradzając zasługi komesa Stefana Węgra wobec króla czeskiego nadaje mu dwie wsie. Jedną z nich jest Wreuici (Wrzawy), wolne od świadczeń prawa polskiego i sądownictwa wojewodów, kasztelanów i innych sędziów”. Ponadto wspomniany komes Stefan i jego spadkobiercy otrzymali pełne prawo dysponowania nadaniem, z możliwością jego darowania, sprzedania czy zastawienia. Z dotychczasowych ustaleń wynika, że osada wrzawska istniała dużo wcześniej niż pierwszy o niej zapis. Zdają się na to wskazywać wykazy świętopietrza i dziesięciny papieskiej, datujące istnienie parafii już w roku 1271. Powstała ona z części parafii Gorzyce jako prywatna fundacja rodu Dębno, w którego posiadaniu był wówczas cały tzw. klucz wrzawski. Obejmowała swym zasięgiem osady leżące na wschodnim brzegu Sanu. W tym okresie San płynął innym niż obecnie korytem i Wrzawy – do końca XVII wieku, leżały po jego prawym brzegu.
Około połowy XIV w. parafia wrzawska należała do archidiakonatu sandomierskiego i liczyła 288 dusz, obejmując obszar 72,2 km², co daje zaludnienie 4 osoby/km². Pół wieku później przy niezmienionej powierzchni ludność wzrosła do 540 osób. Właścicielem wsi Wrzawy w połowie XIV wieku był Wojciech Cielej z Wrzaw i Sepnicy, wojewoda sandomierski, h. Awdaniec. W 1359 r. dziedziczyli tu Stefan i Berold, synowie Klemensa z Wrzaw. Piotr Michałowic (syn Michała) z Wrzaw został w 1416 r. studentem Uniwersytetu Krakowskiego.
W 1464 r. z części obszaru parafii wrzawskiej wydzielono wsie Pniów, Sadowie, Orzechów oraz Woliczę i utworzono nową parafię pniowską.
Długosz pisze, że Wrzawy posiadają drewniany kościół parafialny a dziedzicem jest Andrzej z Sienna, h. Dębno. Są tu łany kmiece, zagrodnicy, karczmy i folwark, z których dziesięcinę snopową i konopną pobiera miejscowy pleban Jan. Tenże pleban posiada także grunt przy majątku z tyłu swej siedziby długości 5 stadiów (ok. 180 m), oraz folwark we wsi Glinik obejmujący 5 pól uprawnych, a także łąki pomiędzy stawami goczałkowskimi i w pobliżu Sadowia. Dziesięcinę pobiera z całej wsi Wrzawy, w tym i z ryb tu złowionych. Do dochodów plebana należą także dziesięciny z pozostałych osad parafii: Białkowic, Glinika, Goczałkowic, Oczyrchowa, Sadowia oraz z folwarku w Bystrzejowicach parafii Chobrzany. Do parafii wrzawskiej należą także Żabno i Strachocin. W roku 1529 pleban pobierał dziesięcinę z folwarku i ról kmiecych we Wrzawach, czynsz z karczmy w tej wsi położonej oraz dziesięcinę z wsi Glinik, Goczałkowice, Oczerchów i Sadowie oraz Bystrzejowic i Niekisiałki w pow. sandomierskim.
Spis poborowy z 1531 roku wymienia w parafii Wrzawy Glinik, Orzechów, Śniekozy i Goczałkowice, łącznie 7 łanów uprawnych (1 łan tzw. mały – to ok. 17 ha). Dokonana w ćwierć wieku później lustracja tych ziem wykazuje w parafii te same osady – bez Goczałkowic, ale za to 10 łanów osiadłych.
W 1626 r. Wrzawy spisane razem ze Strachocinem były 4-łanową wsią parafialną. Jej właściciel Aleksander Słupecki-Grot płacił pobór od 8 zagród z rolami, 6 komornic ubogich i 2 karczmarzów z rolami. Począwszy od tego roku pisano w spisach poborowych Wrzawy et Strachocin. W 1663 r., dziedzic wrzawski Józef Gorajski z majętności swej oddał pobór od łanów osiadłych po 30 groszy, od 8 zagród z rolami po 6 groszy, od 6 komornic ubogich po groszy 2, od 2 karczmarzów po groszy 6. Rejestr poborowy z 1674 r. odnotowuje tu 45 poddanych. Parafia Wrzawy znajdująca się dotychczas w archidiakonacie sandomierskim diecezji krakowskiej, została wraz z parafiami Pniów i Radomyśl w 1597 r. przyłączona do archidiakonatu zawichojskiego. Związane to było z ogólną regulacją granicy archidiakonatu sandomierskiego nad Sanem, dostosowanej do granicy administracyjnej powiatu i województwa. Wspomniane wyżej parafie należały bowiem do powiatu urzędowskiego i województwa lubelskiego. W roku 1785 na przeciąg niespełna roku parafia wrzawska znalazła się w diecezji tarnowskiej, później zaś w dekanacie miechocińskim diecezji przemyskiej.
W roku 1682 parafia liczyła 700 wiernych obowiązanych do Komunii wielkanocnej. W niespełna 100 lat później, bo w 1776 r. było ich już 900. W roku 1830 parafia Wrzawy liczyła 1387 osób, w tym katolików 1377, grekokatolików 5 i 17 wyznawców religii mojżeszowej. W 20 lat później był 1220 katolików i 29 Żydów. Najbliższe lata nie przynoszą zdecydowanych zmian w układzie ludnościowym i wyznaniowym parafii. Dopiero od końca lat 70. XIX w. widać wyraźny wzrost liczby mieszkańców. Dla przykładu w roku 1879 było 1446 katolików i 36 Żydów, w roku 1897 odnotowano 1838 katolików i 78 Żydów, w roku 1899: 1908 katolików i 81 Żydów. Wraz z nowym wiekiem liczba katolików w parafii wrzawskiej przekroczyła liczbę 2000, przy mało zmieniającej się liczbie wyznawców religii mojżeszowej wynoszącej około 70 osób, i przy obecności kilku wyznawców greckokatolickich.
Istniejący do początku XIX w. w parafii wrzawskiej drewniany kościół, został najpewniej zniszczony przez wodę zatorową w 1824 r. Ponieważ miejsce, na którym stał było zbyt niskie, mieszkańcy wsi w latach 1824-1827 teren ten podwyższyli do poziomu, który mamy dzisiaj. Nowy kościół z drzewa modrzewiowego wzniesiono w latach 1826/27. Konsekrowano go w roku 1852. Kolatorzy wrzawskiego kościoła, którymi przez dziesiątki lat byli Horochowie – od 1830 r. Bracia Kalikst i Eustachy baronowie Horochowie wspólnie z m.in. Janem Rafałowiczem, później Karolem Hornem i innymi, ufundowali dla niego unikatowej wartości ołtarz, który podzielił los całej świątyni w sierpniu 1944 roku, kiedy to spłonęła podpalona przez wycofujących się Niemców. W roku 1870 w miejscu dotychczasowej dzwonnicy drewnianej, wzniesiono istniejącą po dziś dzień dzwonnicę murowaną.
Obecna świątynia parafialna stojąca na miejscu spalonej przez Niemców, została wybudowana staraniem mieszkańców Wrzaw i proboszcza ks. Alojzego Sierżęgi na przełomie lat pięćdziesiątych i sześćdziesiątych XX wieku i konsekrowana w roku 1961.

## Placówki edukacyjne
- Szkoła Podstawowa we Wrzawach

## Organizacje społeczne
- Towarzystwo Kulturalno Historyczne Gminy Gorzyce
- Stowarzyszenie Producentów Fasoli Tycznej „Piękny Jaś” we Wrzawach

## Sport
W 1951 roku powstał klub piłkarski „KS San Wrzawy”, który swoje mecze rozgrywa na miejscowym Stadionie Gminnym. W sezonie 2024/2025 klub gra w klasie A w   grupie Stalowa Wola I.